# 21541 Friskop
21541 Friskop (1998 QP16) là một tiểu hành tinh vành đai chính được phát hiện ngày 17 tháng 8 năm 1998 bởi nhóm nghiên cứu tiểu hành tinh gần Trái Đất phòng thí nghiệm Lincoln ở Socorro.
21541 Friskop được khám phá 1998 Aug. 17 bởi Nhóm nghiên cứu Tiểu hành tinh gần Trái Đất phòng thí nghiệm Lincoln ở Socorro.
Nó được đặt theo tên Andrew John Friskop (b. 1987) who was awarded first place và Best in Category in the 2005 Intel International Science và Engineering Fair for his botany project. He attends the Hankinson High School, Hankinson, North Dakota, Hoa Kỳ